# TS-タカタサーキット
TS-タカタサーキット（ティーエス-タカタサーキット）は、広島県安芸高田市にあるサーキットである。有限会社ボデーショップタカタが経営。

## コース
2002年オープン。以降、コースレイアウト変更を伴う改修が数回行われている。開設当初は一周1000mであったが、すぐに1コーナー先のヘアピンが奥に移動された。2005年（平成17年）の改修においては旧最終コーナー前からつながる若干のアップダウンのある新コースと、そこから続くシケインを有した最終コーナーが設置され、一周1500mとなる。2013年の改修では最終コーナーのシケインが廃止された。また、西側に拡張された区間を含む全長1800ｍの「1800コース」が新設された。2016年の路面改修では摩擦係数が高いサーキット舗装が敷設され、うねり、継ぎ目の軽減が図られた。なお、現時点でのフリー走行枠では拡張区間を使用しない「1500コース」が使用されている。

## 特徴
- JAF公認スピード行事競技コースであり[3]、全日本及び地方戦のジムカーナの開催場所の一つとなっている。
- 騒音規制があり、騒音測定器も常備されている。[4]
- ドリフトは禁止されており、ドリフト走行枠も設置されていない。[5]
- 付近には商店はなく、予め購入して来場する必要がある。
- 場内にガソリンの給油設備があり、ハイオクガソリンが購入出来る。
- 多くのミニサーキットと同様に、走行に際して特別なライセンスや講習は必要なく、運転免許のみで走行が可能。[6]
- 貸し切り枠が入っていない営業日は常にフリー走行枠となる。
- フリー走行枠において走行台数が多い場合、エントリー時の申告タイムを基準にグループ分けを行い、時間を区切っての入れ替え制となる。
- 近隣にあるダートトライアルコース、テクニックステージタカタ（略称：TESTA、1984年開業)とは運営会社が同じ。こちらのコースについても同じくJAF公認スピード行事競技コースである。
- 施設各所において、オーナー自ら工事を行っている。

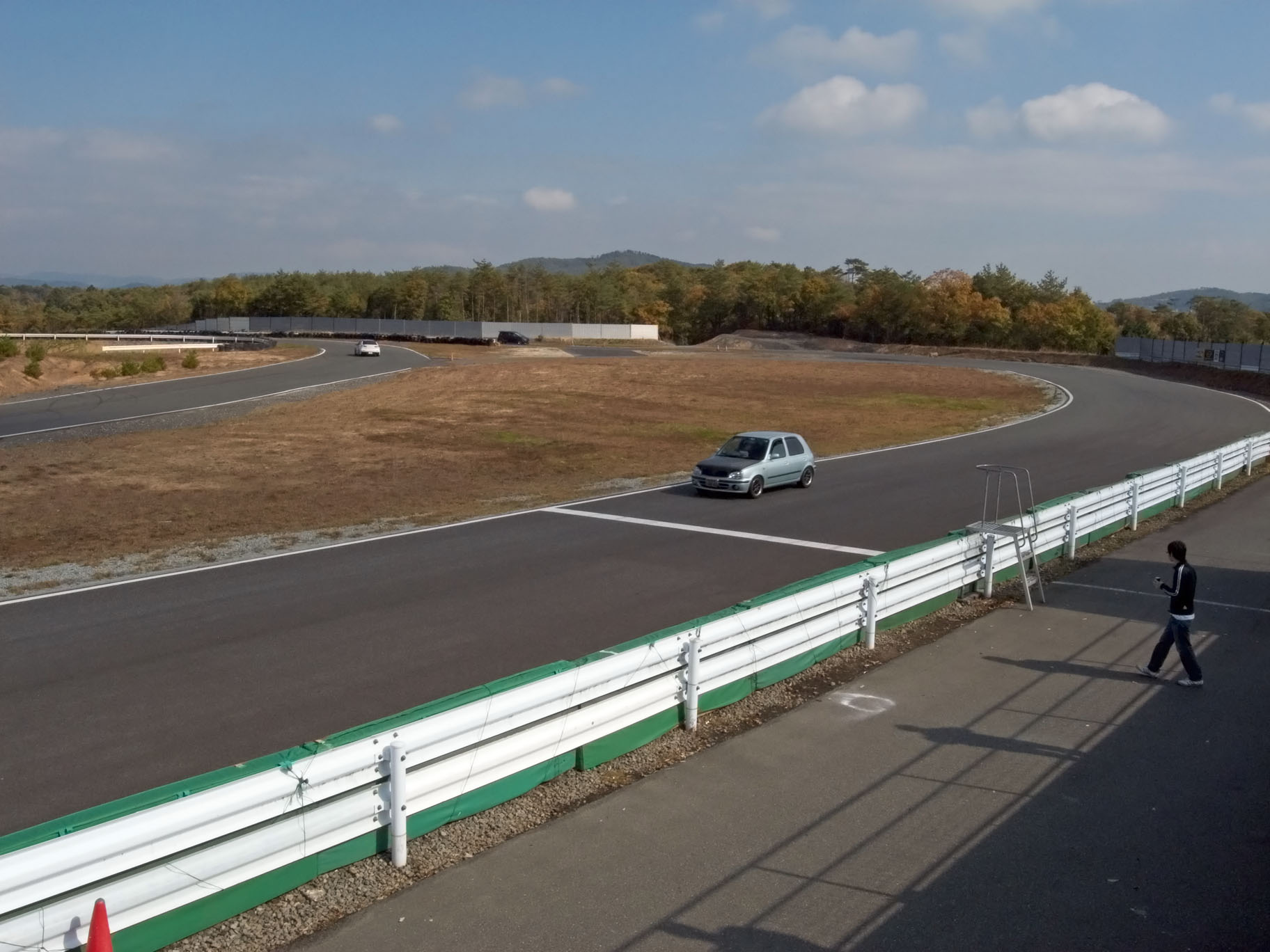
最終コーナー
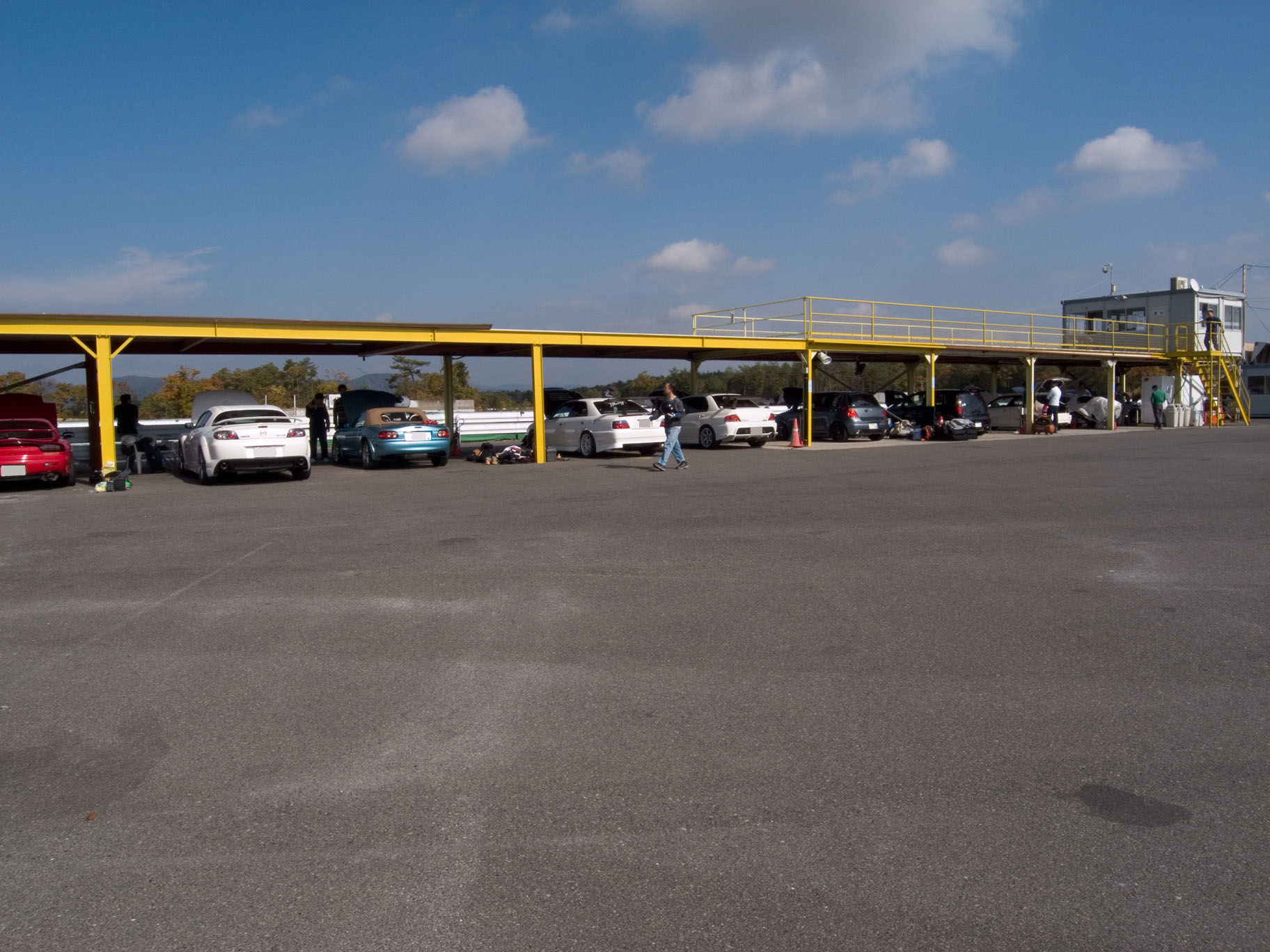
ピットとコントロールタワー
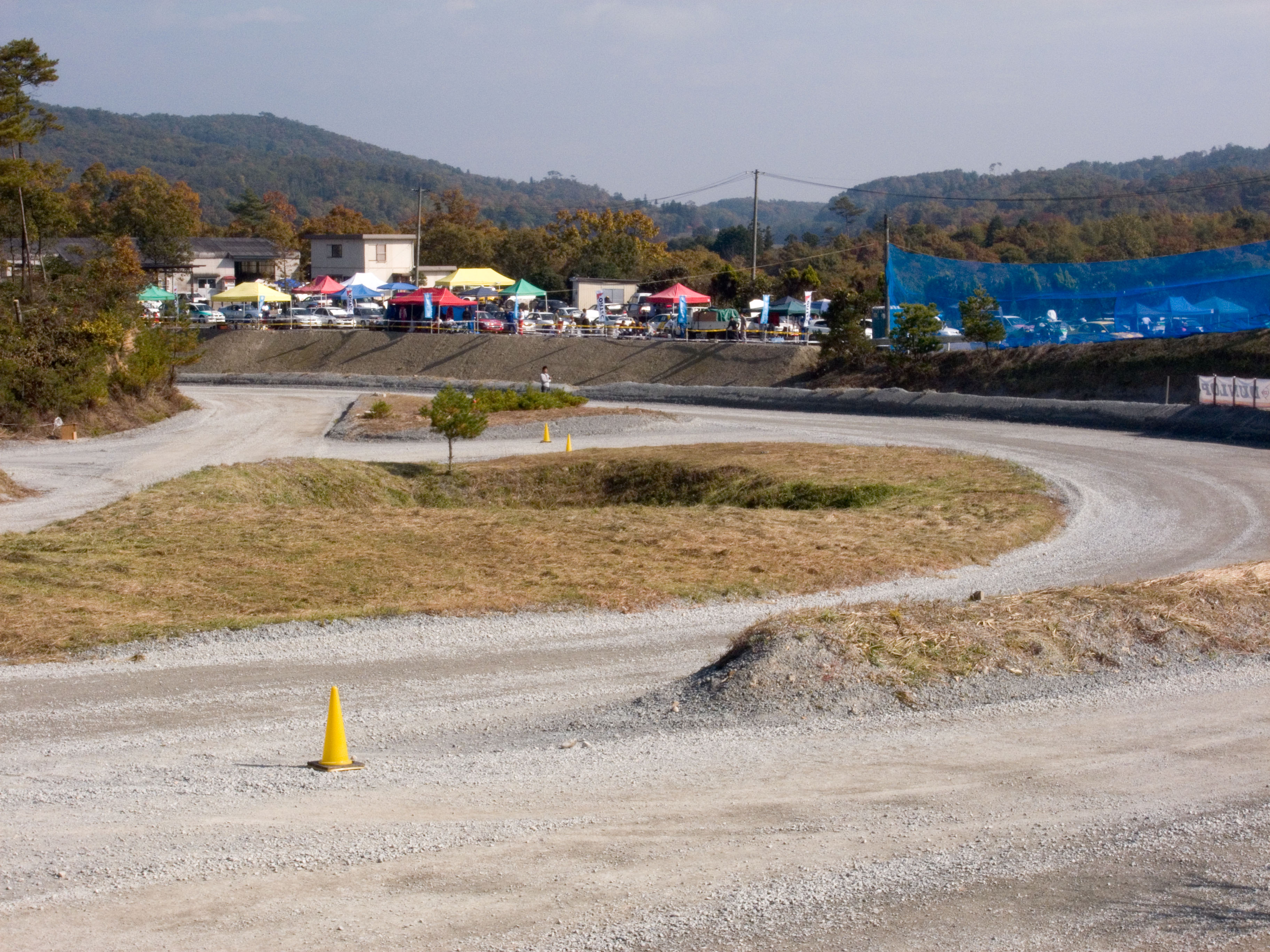
テクニックステージタカタ